# 山下村
山下村（やましたむら）は、昭和30年（1955年）まで宮城県亘理郡の中南部にあった村。現在の亘理郡山元町北部にあたる。

## 地理
- 山：四方山 (274m)

## 歴史
『和名類聚抄』に見える菱沼郷が、ほぼ山下村域にあたると見られている。永享2年（1430年）にこの地に建立された山上院悠山寺（山寺）の下に在るのというのが、山下という名の由来である。鎌倉時代から戦国時代までは亘理氏の支配下にあり、菱沼氏・山寺氏・鷲足氏・大平氏などの亘理氏麾下の土豪が館を構え、小平には亘理宗隆の隠居城・小平城があった。

### 沿革
- 明治22年（1889年）4月1日 - 町村制施行にともない、八手庭村、大平村、小平村、鷲足村、山寺村、浅生原村及び高瀬村の区域をもって山下村が発足する。村名は陸前浜街道の宿駅・山下宿に由来する。
- 昭和30年（1955年）2月1日 - 山下村及び坂元村が合併し、山元町が発足する。

## 行政

### 首長
- 歴代村長

| 代 | 氏名         | 就任                       | 退任                       | 備考 |
| -- | ------------ | -------------------------- | -------------------------- | ---- |
| 1  | 中村彬       | 明治22年（1889年）5月2日   | 明治25年（1892年）10月10日 |      |
| 2  | 星保三郎     | 明治25年（1892年）10月26日 | 明治29年（1896年）3月30日  |      |
| 3  | 伊藤古三郎   | 明治29年（1896年）5月23日  | 明治29年（1896年）10月28日 |      |
| 4  | 永谷恭三郎   | 明治30年（1897年）3月19日  | 明治34年（1901年）7月10日  |      |
| 5  | 平田源吉     | 明治34年（1901年）8月12日  | 明治42年（1909年）8月10日  |      |
| 6  | 岩佐市郎     | 明治42年（1909年）8月11日  | 大正6年（1917年）3月31日   |      |
| 7  | 千石順平     | 大正6年（1917年）7月31日   | 大正10年（1921年）7月30日  |      |
| 8  | 斎藤忠一郎   | 大正10年（1921年）8月20日  | 昭和2年（1927年）7月25日   |      |
| 9  | 清野善四郎   | 昭和2年（1927年）8月10日   | 昭和6年（1931年）8月9日    |      |
| 10 | 森市太郎     | 昭和6年（1931年）8月20日   | 昭和9年（1934年）11月10日  |      |
| 11 | 萩野栄智     | 昭和9年（1934年）11月16日  | 昭和10年（1935年）12月3日  |      |
| 12 | 今野吉左衛門 | 昭和10年（1935年）12月9日  | 昭和19年（1944年）8月4日   |      |
| 13 | 星正平       | 昭和19年（1944年）8月27日  | 昭和21年（1946年）6月15日  |      |
| 14 | 平田源助     | 昭和21年（1946年）9月9日   | 昭和23年（1948年）12月2日  |      |
| 15 | 菅野長三郎   | 昭和23年（1948年）12月30日 | 昭和27年（1952年）12月29日 |      |
| 16 | 橋元義雄     | 昭和27年（1952年）12月30日 | 昭和30年（1955年）1月31日  |      |

## 地域

### 人口
| 1920年 | 6,614人  |  |
| 1925年 | 7,068人  |  |
| 1930年 | 7,346人  |  |
| 1935年 | 7,567人  |  |
| 1940年 | 8,148人  |  |
| 1947年 | 10,931人 |  |
| 1950年 | 11,527人 |  |

※国勢調査による

### 教育
- 山下村立山下小学校
- 山下村立山下第一小学校
- 山下村立山下第二小学校
- 山下村立山下中学校

## 交通

### 鉄道
- 国鉄常磐線：山下駅

### 道路
- 国道6号